# Mexikanische Davis-Cup-Mannschaft
Die mexikanische Davis-Cup-Mannschaft ist die Tennisnationalmannschaft Mexikos, die das Land im Davis Cup vertritt. Organisiert wird sie durch die Federación Mexicana de Tenis.

## Geschichte
Mexiko nimmt seit 1924 am Davis Cup teil. Den größten Erfolg stellt die Finalteilnahme im Jahr 1962 dar, welche mit 5:0 gegen die australische Mannschaft verloren ging. 1986 und 1987 konnte jeweils das Viertelfinale erreicht werden. Seit 1997 spielt Mexiko nicht mehr in der Weltgruppe.
Erfolgreichster Spieler ist bis heute Rafael Osuna. Er bestritt zwischen 1958 und 1969 insgesamt 65 Spiele, von denen er 42 gewann.

## Finalteilnahmen
Ergebnisse aus mexikanischer Sicht:
| Jahr | Finalort | Finalgegner | Ergebnis |
| ---- | -------- | ----------- | -------- |
| 1962 | Brisbane | Australien  | 0:5      |